# Queen’s Cup (Polo)
Der Queen’s Cup ist ein jährlich stattfindendes Poloturnier in England. Es wurde 1960 zum ersten Mal ausgetragen; Veranstalter ist der Guards Polo Club im Windsor Great Park, westlich von London. Zugelassen werden Mannschaften mit einem Handicap von bis zu 22, eine Beschränkung der Anzahl der Teilnehmer gibt es nicht. Der Queen’s Cup ist Teil des WPT Championship Cup, die Sieger erhalten 120 Punkte für ihre Jahreswertung. Die Spieldauer beträgt sechs Chukka (Abschnitt à 7,5 Minuten).
Zusammen mit den British Polo Open (auch Gold Cup genannt) und der Prince of Wales Trophy gehört das Turnier zu den wichtigsten der englischen Polo-Saison. Traditionell nimmt Königin Elisabeth II. die Siegerehrung vor.

## Gewinner der letzten Jahre
- 2016: Dubai (Rashid Albwardy Handicap 2, Kian Hall 2, Adolfo Cambiaso 10, Juan Martin Nero 10)[1]
- 2015: King Power Foxes (Aiyawatt Srivaddhanaprabha 1, Hugo Lewis, Gonzalo Pieres 10, Facundo Pieres 10)[2]
- 2014: Zacara (Facundo Pieres 10, Lyndon Lea 1, Gonzalo Deltour 6, Matt Perry 5)[3]
- 2013: Zacara (Facundo Pieres 10, Lyndon Lea 1, Rodrigo Andrade 8, Matt Perry 5)[4]
- 2012: Dubai (Rashid Albwardy, Alec White, Ignacio Heguy, Adolfo Cambiaso)
- 2011: Talandracas (Edouard Carmignac, Lucas Monteverde, Facundo Sola, Milo Fernandez Araujo)
- 2010: Dubai (Rashid Albwardy, Francisco Vizmara, Pablo Mac Donough, Adolfo Cambiaso)
- 2009: Apes Hill (Charlie Hanbury, Mark Tomlinson, Juan Gris Zavaleta, Luke Tomlinson)
- 2008: Ellerston (Max Routledge, Gonzalo Pieres, Facundo Pieres (Ersatz im Finale durch Pablo Mac Donough), Jamie Packer)
- 2007: Loro Piana (David Stirling, Alfio Marchini, Juan Martin Nero, Martin Espain)
- 2006: Dubai (Tariq Albwardi, Alejandro Diaz Alberdi, Adolfo Cambiaso, George Meyrick)
- 2005: Dubai (Ali Albwardi, Adolfo Cambiaso, Alejandro Diaz Alberdi, Ryan Pemble)
- 2004: Labegorce (Hubert Perrodo, Fred Mannix jun., Carlos Gracida, Luke Tomlinson)
- 2003: Dubai (Ali Albwardi, Bartolomé Castagnola, Adolfo Cambiaso, Matt Loder)